# Aryeh Dvoretzky
Aryeh (Arie) Dvoretzky (em hebraico:   אריה דבורצקי, em russo:  Арье Дворецкий; Khorol, Império Russo, 3 de maio de 1916 — Jerusalém, Israel, 8 de maio de 2008) foi um matemático israelense nascido na Rússia.
Recebeu em 1973 o Prêmio Israel de matemática. É conhecido por seu trabalho em análise funcional, estatística e probabilidade.